# 光化門で (アルバム)
『光化門で』は、韓国の男性アイドルSUPER JUNIORのメンバー・キュヒョンのソロデビューミニアルバム。

## 概要
2014年11月6日、公式サイトを通じて、キュヒョンが『光化門で』でソロデビューすることが告知された。所属事務所のヘンリー、SHINeeのテミン、チョウミに続いて、2014年度4人目のソロ活動であった。またスーパージュニアからは初めてのソロデビューとなった。
デビューアルバムが配信されると、タイトル曲「光化門で」が9つの音源配信サイト全てでデイリー1位を獲得し、通称オールキルを成し遂げた。さらにiTunes総合アルバムチャートでは、香港、タイ、台湾、シンガポール、ベトナム、インドネシア、マレーシア、マカオなどアジア8つの地域で1位を獲得した。またガオンチャート・アルバム部門でも、11月第3週(11月9日～11月15日)の1位を獲得した。
その後も『光化門で』は音源配信サイトで好成績を残し、音楽番組でも計5つのトロフィーを獲得した。特に深夜のリアルタイムチャートで1位に上ることが多く、チャートを逆走することから“鮭キュヒョン”という呼び名までついた。
またSMエンタテインメントは以前から音源が非常に弱いと言われていたが、『光化門で』が好成績を残したことから、その認識を破ったとSHINeeのジョンヒョンは語っている。
発売から2カ月近く経った後も、『ショー!K-POPの中心』で1位候補に挙がるなどロングランヒットを記録し、キュヒョンの代表曲となった。

### 活動
- 11月10日、トラックリストを公開。イ・ムンセのリメイクカバー曲『Flying, Deep in the Night』や、親友である東方神起のチャンミンが作詞し、SUPER SHOW 6でも披露されていた『My Thoughts, Your Memories』も収録されていることが明かされた。
- 11月12日、「光化門で」のミュージックビデオのティザー映像を公開。
- 11月13日午前0時、1stミニアルバム『光化門で』が各種音源サイトで配信開始。同日にCDもリリースされ、ソウル麻浦区西橋洞YES24ムーブホールで発売記念ショーケースを開催。イトゥク、リョウク、東方神起のチャンミンらが応援に駆け付けた[10]。MVもこの日公開され、Red Velvetのアイリーンが恋人として出演した。
- 11月14日の『ミュージックバンク』を皮切りに、各種音楽番組への出演をスタートさせた。
- 11月25日、1位公約(※音楽番組で1位を獲得したら、実際にキュヒョンが光化門に赴き、寂しそうにみえる人に声をかけ『光化門で』を歌うという公約を掲げていた。）を実行[11]。その模様を収めた動画は28日に公開された。
- 11月26日、『光化門で』の中国語バージョンが配信[12]。
- 11月27日、大邱でサイン会を開催。
- 11月28日、ソウル梨花女子大学の学生文化館とソウル江南区三成洞のCOEX Artiumの2ヶ所でサプライズミニライブを開催[13]。
- 12月3日、ソウル蚕室第2ロッテワールドモールでミニライブとサイン会を開催。

### エピソード等
- 当初『光化門で』はSuper Junior-K.R.Y.の曲になる予定だったが、キュヒョンのソロ曲になったという経緯がある。またキュヒョンは自身のソロデビューがメンバーに知られると邪魔されると思い、約2年間メンバーに隠れて準備をしていた。しかし発表されると、特に嫉妬するであろうと思われていたイェソンをはじめみんな祝福してくれたと語っている[14]。
- 『光化門で』は、2年前にすでに録音が行われていた。しかし所属事務所から「タイトル曲にしては弱い。」という意見があり、他の曲を探していたとのこと[15]。
- ウニョクはキュヒョンのソロデビューが告知されると、自身のツイッターにて、宿舎のトイレでキュヒョンが毎日練習していたことを明かし、ソロデビューを祝った[16]。
- 11月21日の『ミュージックバンク』で1位を獲得した際には、ドンヘがステージに上がり、1位の感想を述べるキュヒョンを終始抱きしめていた。またアンコールソングが流れると、ドンヘがマイクを手に『光化門で』を歌いだした[17]。
- 11月22日の『ショー!K-POPの中心』で1位を獲得した際には、海外公演で出席できなかったキュヒョンに代わり、当番組の司会であり、普段から仲のよいSHINeeのミンホがアンコールソングを歌った[18]。
- 11月26日の『SHOW CHAMPION』で一位を獲得したが、その日は当番組司会のカンインがMCを卒業する日でもあった。キュヒョンがカンインに「光化門で」を歌わせたり、またカンインがキュヒョンを携帯で撮影する姿も見られた[19]。
- 所属事務所の公式ツイッターを通して、BoA、東方神起のチャンミン、少女時代のテヨンとユナとソヒョン、SHINeeのミンホとテミン、f(x)のビクトリア、EXOのスホとチェンらが、キュヒョンを応援する姿が公開された。それぞれタイトル『光化門で』にかけて冷蔵庫前や控室前で、キュヒョンの直筆メッセージが入ったアルバムを手にする写真が公開され、キュヒョンのソロ活動をサポートした。テミンには、『テミンのソロ活動が成功したからこそ、自分のソロ活動ができた』とする旨のメッセージが送られた[20]。

## 収録曲
| #         | タイトル                                            | 作詞           | 作曲                             | 時間  |
| --------- | --------------------------------------------------- | -------------- | -------------------------------- | ----- |
| 1.        | 「光化門で (At Gwanghwamun)」                       | Kenzie         | Kenzie                           | 4:42  |
| 2.        | 「Eternal Sunshine」                                | Yang Jae-seon  | イルマ, 2Face                    | 4:15  |
| 3.        | 「後ろ姿がとてもきれいだ (At close)」               | Honeydew'O     | Honeydew'O                       | 3:56  |
| 4.        | 「別れを言う時 (Moment of farewell)」               | Lee Seung-hwan | Kim Tae-sung, Kim Yong-shin, 220 | 3:35  |
| 5.        | 「愛が隠された言葉 (One confession)」               | Yang Jae-seon  | Yoon Young-jun                   | 4:31  |
| 6.        | 「深い夜を飛んで (Flying, deep in the night)」      | Lee Young-hoon | Lee Young-hoon, Kenzie           | 3:23  |
| 7.        | 「僕の思い、君の記憶 (My thoughts、Your memories)」 | チャンミン     | キュヒョン, Hwang Sung-je        | 4:31  |
| 合計時間: | 合計時間:                                           | 合計時間:      | 合計時間:                        | 28:57 |

### ミュージックビデオ他
- 『光化門で』Music Video Teaser
- 『光化門で』Music Video
- The 1st Mini Album 『光化門で』Highlight Medley
- KYUHYUN First Winning Ceremony at Gwanghwamun
- TRAX Jung Mo_“광화문에서” (At Gwanghwamun)_Electric Guitar Ver. (TRAX ジョンモによるエレキギターバージョン)

## 音楽番組受賞歴
| 年     | 月日     | テレビ局        | 番組名             | 獲得曲   | 順位 |
| ------ | -------- | --------------- | ------------------ | -------- | ---- |
| 2014年 | 11月20日 | Mnet            | M! Countdown       | 光化門で | 1位  |
| 2014年 | 11月21日 | KBS 2           | ミュージックバンク | 光化門で | 1位  |
| 2014年 | 11月22日 | MBC             | ショー!K-POPの中心 | 光化門で | 1位  |
| 2014年 | 11月26日 | MBCミュージック | SHOW CHAMPION      | 光化門で | 1位  |
| 2014年 | 11月27日 | Mnet            | M! Countdown       | 光化門で | 1位  |